# Abundență naturală

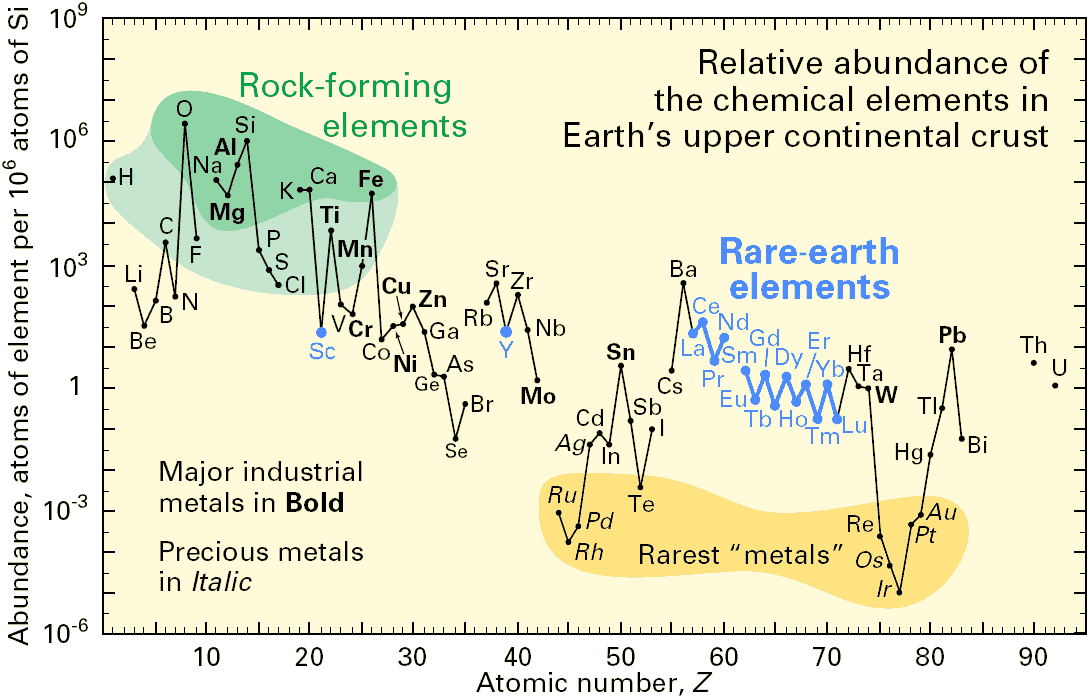
Imagine reprezentând abundența naturală a principalelor elemente chimice

Abundența naturală (prescurtată AN) se referă la frecvența cu care poate fi întâlnit un element chimic în natură (scoarța terestră, biosferă, atmosferă, hidrosferă) în comparație cu alte elemente, sau la frecvența izotopilor acelui element. Ea poate fi determinată de un anumit număr de factori.
Elementele cele mai frecvent întâlnite în natură sunt oxigenul, siliciul, iar cele mai rare fiind produsele de dezintegrare ale franciului (astatin).
Elementele din interiorul pământului, spre deosebire de cele din scoarța terestră, s-au scufundat în adâncime datorită unei densități mai mari și deoarece se află într-o stare de agregare fluidă, nucleul pământului fiind format în mare parte din nichel și fier.
Elementele din univers sunt formate în special din hidrogen și heliu care prin procese nucleare de fuziune au dat naștere la alte elemente.
Ca exemplu, uraniul are trei izotopi naturali: 238U, 235U și 234U. Abundența lor naturală oscilează între 99.2739 - 99.2752%, 0.7198 - 0.7202% și 0.0050 - 0.0059%.  De exemplu, dacă vor fi analizați 100 000 de atomi de uraniu, cam 99 275 de atomi sunt de 238U, 720 de 235U atoms, și nu mai mult de 5 sau 6 de 234U. Acest fapt se datorează faptului că 238U este mult mai stabil decât 235U sau 234U, la fel și cu timpurile de înjumătățire ale izotopilor:: 4 468×109 ani pentru 238U comparat cu 7 038×108 ani pentru 235U și 245 500 ani pentru 234U. 
Totuși, abundența naturală a unui izotop este de asemenea influențată de probabilitatea de creație a sa în nucleosinteză (ca și în cazul elementului numit samariu; 147Sm radioactiv și 148Sm sunt mult mai stabili decât 144Sm) și de către producerea acestuia în urma dezintegrării radioactive a unui alt izotop (ca și în cazul izotopilor radiogenici ai plumbului).